# Ridder
Ridder (kazašsky a rusky Риддер) je město ve Východokazachstánské oblasti v severovýchodním Kazachstánu. V roce 2021 mělo 55 893 obyvatel.
Město se nachází na 50°21′ s. š., 83°31′ v. d., severovýchodně od oblastního hlavního města Öskemen (Usť-Kamenogorsk), v předhůří Altaje.

## Historie
Ložiska polymetalických rud v předhůří Altaje byla objevena za vlády carevny Kateřiny II. Veliké. V roce 1786 objevila skupina prospektorů vedená ruským důlním inženýrem Filipem Filipovičem Ridderem ložisko polymetalických rud v horním toku řeky Ulby a založila důl a hornickou osadu Ridder.
Téměř o 70 let později, v roce 1859 (první sčítání obyvatel v osadě), žilo v hornické osadě Riddersk asi 3,5 tisíce lidí, z toho 70 % tvořili rolníci z okolních vesnic, kteří byli přiděleni k důlním pracím v dolech, zbytek tvořili trestanci a zaměstnanci důlních úřadů, vojáci a strážní vojáci.
V důsledku zrušení nevolnictví v Rusku v roce 1861 počet obyvatel osady prudce klesal a koncem 19. století žilo v osadě maximálně 1200 osob. Dne 29. března 1893 ar nařídil zavřít altajské doly a továrny, díky tomu se Riddersk proměnil v nudné, umírající místo uprostřed tajgy.
V roce 1903 byla důlní zařízení pronajata rakousné firmě Thurn und Taxis. Dne 16. listopadu 1911 carská vláda rakouské společnosti vypověděla smlouvu a důlní zařízení převedla na Michaila Fedorova, bývalého ruského ministra obchodu. Fedorov vytvořil Ruskou báňskou a průmyslovou komisionářskou společnost, která vlastnila doly v Riddersku, které následně pronajala skotskému milionáři Leslie Urquhartovi. V roce 1918 byly doly v osadě znárodněny.
Dne 26. února 1927 byla osada Riddersk přeměněna na pracovní osadu Ridder. V roce 1934 získal Ridder městská práva.
V letech 1941 až 2002 město neslo název Leninogorsk.
Ve městě žila německá menšina. Většina místních Němců se však po rozpadu Sovětského svazu z města vystěhovala.

## Hospodářství a doprava
Město je centrem důlního průmyslu a průmyslu zpracování neželezných kovů. Dále je zde dřevozpracující průmysl, textilní průmysl, potravinářský průmysl a průmysl strojního inženýrství.
V Ridderu končí Evropská silnice E40, začínající v Calais ve Francii a mající délku přes 8 000 kilometrů. Přes Ridder též vede železnice.

## Obyvatelstvo
Na začátku roku 2021 mělo město 55 893 obyvatel:
- Rusové - 44 989 lidí (80,44 %)
- Kazaši - 8 994 lidí (16,09 %)
- Němci - 536 lidí (0,99 %)
- Tataři - 491 lidí (0,92 %)
- Ázerbájdžánci - 216 lidí (0,38 %)

## Kultura
Ve městě je místní muzeum a botanická zahrada.